# Cristian Fernández Nieto
Cristian Fernández Nieto (1992) es un deportista español que compite en acuatlón.
Ganó dos medallas en el Campeonato Mundial de Acuatlón, oro en 2023 y bronce en 2024, y una medalla de plata en el Campeonato Europeo de Acuatlón de 2022.

## Palmarés internacional
| Campeonato Mundial | Campeonato Mundial     | Campeonato Mundial | Campeonato Mundial |
| Año                | Lugar                  | Medalla            | Prueba             |
| ------------------ | ---------------------- | ------------------ | ------------------ |
| 2023               | Ibiza (España)         | Medalla de oro     | Individual         |
| 2024               | Townsville (Australia) | Medalla de bronce  | Individual         |
| Campeonato Europeo |                        |                    |                    |
| Año                | Lugar                  | Medalla            | Prueba             |
| 2022               | Bilbao (España)        | Medalla de plata   | Individual         |